# François L'Hermite
François L'Hermite, sieur de Soliers, detto Tristan L'Hermite (Janaillat, 1601 – Parigi, 7 settembre 1655), è stato uno scrittore e drammaturgo francese.

## Biografia
François L'Hermite, signore di Solier, nacque verso il 1601 nel castello di Solier, discendente, in linea materna, dalla grande famiglia dei Miron. A 20 anni si aggiunse il nome di Tristan. La malferma salute gl'impedì di dedicarsi alle armi; così, povero e giocatore incorreggibile, dovette farsi poeta salariato di questo o quel signore, e servì presso Gastone d'Orléans, la duchessa di Chaulnes, il duca di Guisa. Morì di tubercolosi il 7 settembre 1655.

## Opere
François L'Hermite fu tragediografo e commediografo fecondissimo e lirico raffinato e malinconico, di ispirazione marinista. Scrisse anche un romanzo picaresco, Le page disgracié ("Il paggio disgraziato", del 1643), dolorosa autobiografia e un affresco della vita alle corti di Enrico IV e di Luigi XIII. 
Tra le sue tragedie si segnala particolarmente La Mariane del 1636, una delle più intense del secolo, che riscosse un successo paragonabile al Cid di Corneille, anticipandone in parte alcuni temi.
Fra i suoi lavori poetici, ricchi di un aggraziato lirismo, spiccano Les plaints d'Acanthe, ("I lamenti di Acanthe", del 1633) e le raccolte di versi del 1641-1648: Amours, ("Amori"); La lyre, ("La lira") e Vers heroïques, ("Versi eroici").